# Puchar Włoch w rugby union mężczyzn (2017/2018)
Puchar Włoch w rugby union mężczyzn (2017/2018) – trzydziesta edycja Pucharu Włoch mężczyzn w rugby union, a ósma zorganizowana pod nazwą Trofeo Eccellenza. Zarządzane przez Federazione Italiana Rugby zawody odbywały się w dniach 14 października 2017 – 25 lutego 2018 roku.
W swoich grupach zwyciężyły zespoły San Donà i Fiamme Oro. Na arenę finałowego pojedynku (pierwotnie zaplanowanego na 31 marca 2018 roku) związek wyznaczył Stadio Mario Battaglini we Rovigo, a triumfowali w nim zawodnicy San Donà.

## System rozgrywek
Do zawodów przystąpiło sześć zespołów najwyższej klasy rozgrywkowej, które w tym sezonie nie występowały w europejskich pucharach, podzielonych na dwie grupy. Rozgrywki były prowadzone w pierwszej fazie systemem kołowym w terminach, w których odbywały się mecze pucharowe. Do drugiej fazy rozgrywek awansowali zwycięzcy grup, którzy na neutralnym stadionie rozegrali mecz o puchar kraju. Harmonogram spotkań został opublikowany w sierpniu 2017 roku.

## Faza grupowa

### Grupa A
| 14 października 201716:00 | San Donà | 19:17(13:3) | Reggio | Stadio Romolo Pacifici, San Donà di Piave Widzów: 300 Sędzia: Manuel Bottino |
| 14 października 201716:00 |          | 19:17(13:3) |        | Stadio Romolo Pacifici, San Donà di Piave Widzów: 300 Sędzia: Manuel Bottino |

| 21 października 201716:00 | Reggio | 20:17(17:10) | Mogliano | Impianto sportivo Canalina, Reggio nell’Emilia Widzów: 500 Sędzia: Vincenzo Schipani |
| 21 października 201716:00 |        | 20:17(17:10) |          | Impianto sportivo Canalina, Reggio nell’Emilia Widzów: 500 Sędzia: Vincenzo Schipani |

| 9 grudnia 201714:00 | Mogliano | 13:27(6:22) | San Donà | Stadio Maurizio Quaggia, Mogliano Veneto Widzów: 400 Sędzia: Federico Vedovelli |
| 9 grudnia 201714:00 |          | 13:27(6:22) |          | Stadio Maurizio Quaggia, Mogliano Veneto Widzów: 400 Sędzia: Federico Vedovelli |

| 16 grudnia 201714:30 | Reggio | 29:31(19:12) | San Donà | Impianto sportivo Canalina, Reggio nell’Emilia Widzów: 300 Sędzia: Ionut Bodea |
| 16 grudnia 201714:30 |        | 29:31(19:12) |          | Impianto sportivo Canalina, Reggio nell’Emilia Widzów: 300 Sędzia: Ionut Bodea |

| 13 stycznia 201815:00 | Mogliano | 38:35(21:14) | Reggio | Stadio Maurizio Quaggia, Mogliano Veneto Widzów: 400 Sędzia: Gianluca Gnecchi |
| 13 stycznia 201815:00 |          | 38:35(21:14) |        | Stadio Maurizio Quaggia, Mogliano Veneto Widzów: 400 Sędzia: Gianluca Gnecchi |

| 20 stycznia 201815:00 | San Donà | 24:27(12:15) | Mogliano | Stadio Romolo Pacifici, San Donà di Piave Widzów: 285 Sędzia: Clara Munarini |
| 20 stycznia 201815:00 |          | 24:27(12:15) |          | Stadio Romolo Pacifici, San Donà di Piave Widzów: 285 Sędzia: Clara Munarini |

### Grupa B
| 14 października 201716:00 | SS Lazio | 17:21(5:7) | Fiamme Oro | Centro sportivo Giulio Onesti, Rzym Widzów: 1000 Sędzia: Riccardo Angelucci |
| 14 października 201716:00 |          | 17:21(5:7) |            | Centro sportivo Giulio Onesti, Rzym Widzów: 1000 Sędzia: Riccardo Angelucci |

| 21 października 201715:00 | Fiamme Oro | 45:10(31:3) | I Medicei | Caserma S. Gelsomini, Rzym Widzów: 400 Sędzia: Gabriel Chirnoaga |
| 21 października 201715:00 |            | 45:10(31:3) |           | Caserma S. Gelsomini, Rzym Widzów: 400 Sędzia: Gabriel Chirnoaga |

| 9 grudnia 201715:00 | I Medicei | 27:24(10:0) | SS Lazio | Ruffino Stadium Mario Lodigiani, Florencja Widzów: 300 Sędzia: Gianluca Gnecchi |
| 9 grudnia 201715:00 |           | 27:24(10:0) |          | Ruffino Stadium Mario Lodigiani, Florencja Widzów: 300 Sędzia: Gianluca Gnecchi |

| 16 grudnia 201715:00 | Fiamme Oro | 31:10(14:5) | SS Lazio | Caserma S. Gelsomini, Rzym Widzów: 600 Sędzia: Federico Meconi |
| 16 grudnia 201715:00 |            | 31:10(14:5) |          | Caserma S. Gelsomini, Rzym Widzów: 600 Sędzia: Federico Meconi |

| 13 stycznia 201815:30 | I Medicei | 3:36(3:14) | Fiamme Oro | Ruffino Stadium Mario Lodigiani, Florencja Widzów: 480 Sędzia: Stefano Bolzonella |
| 13 stycznia 201815:30 |           | 3:36(3:14) |            | Ruffino Stadium Mario Lodigiani, Florencja Widzów: 480 Sędzia: Stefano Bolzonella |

| 20 stycznia 201815:00 | SS Lazio | 17:49(0:20) | I Medicei | Centro sportivo Giulio Onesti, Rzym Widzów: 450 Sędzia: Dante D'Elia |
| 20 stycznia 201815:00 |          | 17:49(0:20) |           | Centro sportivo Giulio Onesti, Rzym Widzów: 450 Sędzia: Dante D'Elia |

## Finał
| 25 lutego 201815:00 | San Donà | 24:0(14:0) | Fiamme Oro | Stadio Mario Battaglini, Rovigo Sędzia: Luca Trentin |
| 25 lutego 201815:00 |          | 24:0(14:0) |            | Stadio Mario Battaglini, Rovigo Sędzia: Luca Trentin |